# Айзикович, Сергей Михайлович
Сергей Михайлович Айзико́вич (род. 2 августа 1951 Петропавловск-Камчатский) — российский учёный, заведующий лабораторией функционально-градиентных и композиционных материалов Донского государственного технического университета (ДГТУ).

## Биография
Родился в семье военно-морского офицера, командира соединения торпедных катеров, капитана 2 ранга. Среднюю школу окончил в городе Ростов-на-Дону. 
В 1980 году получил научную степень кандидата физико-математических наук.
В 2003 году получил научную степень доктора физико-математических наук.
С 1974 года — младший научный сотрудник, с 1979 года — старший научный сотрудник, в 1993 года — ведущий научный сотрудник НИИ механики и прикладной математики РГУ.
С 2005 года работал ведущим научным сотрудником Управлении Научных Исследований ДГТУ. В 2010 году возглавлял научно-образовательный центр «Материалы». С 2011 года по настоящее время является заведующим лабораторией «Функционально-градиентные и композиционные материалы».

## Научная деятельность
Основные направления научной работы — механика контактных взаимодействий и механика разрушения функционально-градиентных деформируемых материалов, смешанные задачи, интегральные уравнения математической физики, обратные задачи теории упругости для функционально-градиентных сред.
Айзикович является автором 5 монографий и более 300 работ. Им разработаны новые методы решения статических смешанных задач теории упругости и электроупругости для функционально-градиентных сред.
Является рецензентом центральных международных журналов по механике ведущих издательств:
- Wiley — ZAMM Journal of Applied Mathematics and Mechanics (с 2012 г. — н.в.);
- Elsevier — International Journal of Solids and Structures (c 2012 г. — н.в.);
- Journal of Engineering Mechanics (с 2012 г. — н.в.);
- Acta Mechanica (с 2014 г. — н.в.);
- Multidiscipline Modeling in Materials and Structures (с 2014 г. — н.в.);
- Applied Mathematical Modelling (с 2016 г.- н.в.);
- Alexandria Engineering Journal (с 2016 г.- н.в.)

Занимаемые должности:
С 2007 г. — Член Национального комитета Сербии по теоретической и прикладной механике.
С 2014 г. — Эксперт Дирекции научно-технических программ Министерства образования и науки Российской Федерации.
С 2015 г. — Член экспертного совета ВАК по математике и механике.
С 2015 г. — Эксперт Российского научного фонда.
С 2015 г. — Эксперт Российского фонда фундаментальных исследований.
С 2016 г. — Эксперт Российской академии наук.

## Награды и звания
1983 — знак «Изобретатель СССР».
2011 — звание «Лучший инженер Дона» в номинациях «Лучший научный работник Дона» и «Лучший руководитель темы НИОКР Дона».
2015 — звание «Почётный работник науки и техники Российской Федерации».
2017 — медаль им. академика Ж. С. Ержанова национального комитета Республики Казахстан по теоретической и прикладной механике.
2018 — национальная премия «Профессор года» общероссийской общественной организации «Российское профессорское собрание».
2020 — медаль Правительства Ростовской области «За доблестный труд на благо Донского края»
2021 — медаль министерства науки и высшего образования Российской Федерации «За вклад в реализацию государственной политики в области научно-технологического развития».